# Автомобильные дороги Латвии

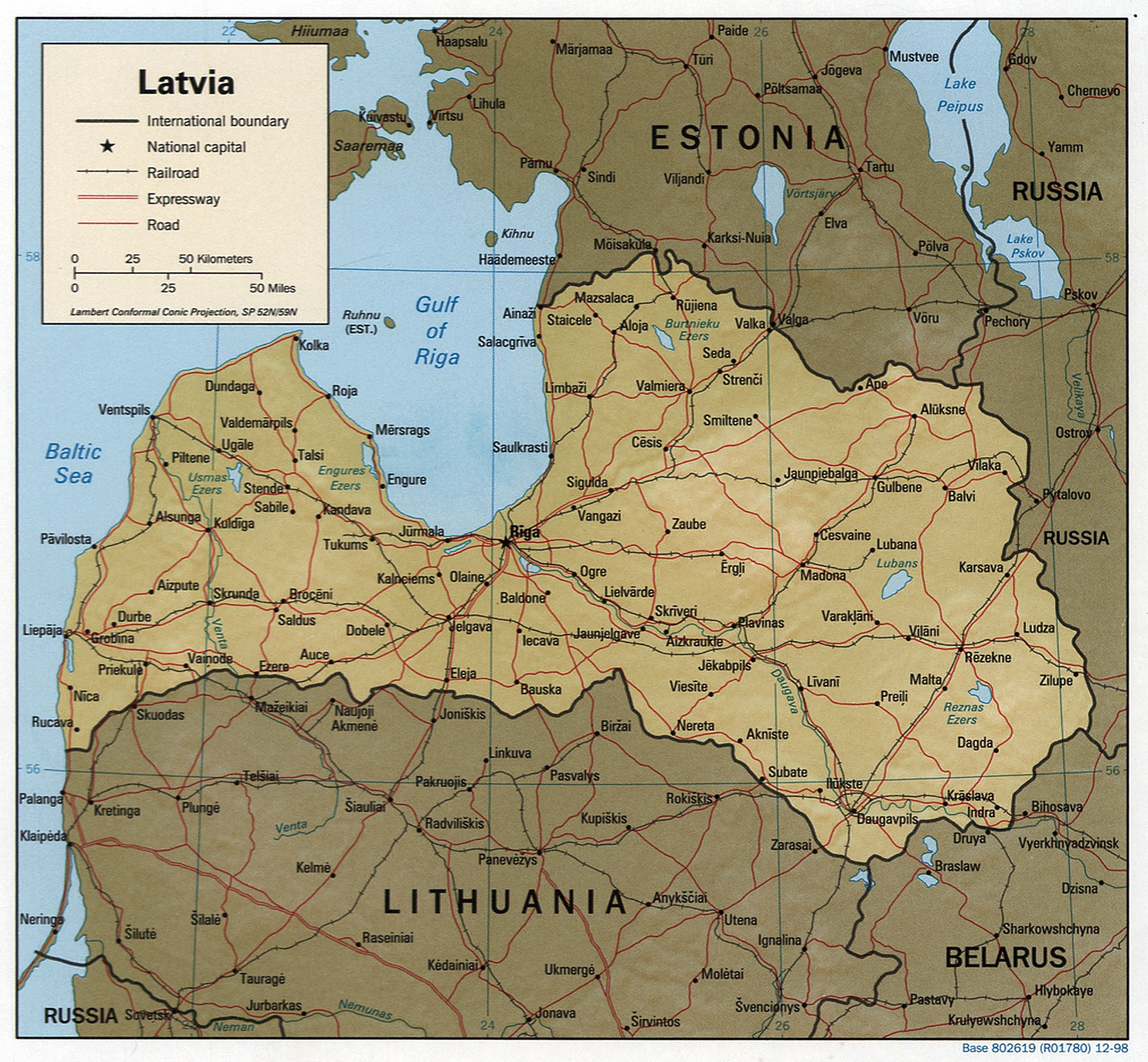
Карта Латвии

Автомобильные дороги Латвии — дороги, предназначенные для движения автомобильного транспорта на территории Латвии.
Все автомобильные дороги Латвии по значению делятся на:
- государственные автомобильные дороги (латыш. valsts autoceļi)
- муниципальные дороги (pašvaldību ceļi — дороги самоуправлений, в том числе улицы населённых пунктов)
- лесные и домашние (частные) дороги (meža ceļi, māju ceļi)

По данным на 31 декабря 2019 года в Латвии насчитывалось 70 645 км дорог (включая улицы), средняя плотность составляла 1,94 км на квадратный километр.

## История дорожной сети[2]
Дорожная сеть на территории Латвии начала формироваться ещё в Средние века.
В 1646 году вышли изданные Швецией дорожные законы; в 1752, 1786 и 1801 годах — дорожные законы Курляндии.
Сохранилась карта дорог Ливонии 1688 года, а в 1695 году издана карта дорог Видземе. Дороги Курляндского герцогства показаны на его карте 1702 года.

### В межвоенный период
Созданное в 1919 году Высшее управление дорог и строений получило в своё ведение 703 километра шоссейных и мощёных булыжником дорог, а также 21480 км дорог второй и третьей категории. Для поддержания дорог в порядке были созданы уездные дорожно-строительные управления в Риге, Цесисе, Елгаве, Лиепае и Тукумсе.
В 1927 году на базе управления был создан Департамент шоссейных и земляных дорог с участками районных дорожных инженеров в Риге, Елгаве, Цесисе, Лиепае, Даугавпилсе, Резекне, Смилтене, Вентспилсе, Валмиере, Мадоне, Бауске, Кулдиге, Балви, с присвоением номеров с первого по 13-й. Первоначально их задачей было поддержание дорог в действующем состоянии; следующей задачей было расширить участки дорог с твёрдым покрытием вокруг городов и по возможности расширить дорожную сеть в целом.
Государство покупало новую дорожную технику: 130 грейдеров, 110 катков, 36 дробильных машин, оборудование для мастерских, однако на объектах по-прежнему преобладал ручной труд и гужевой транспорт. Крупные объекты строили предприниматели. О требованиях к качеству и уровне работ говорят построенный мост через Гаую в Сигулде, мосты через крупные реки, бетонное покрытие дорог.
В 1940 году на попечении департамента было 11483 км километров дорог, в том числе 326 км асфальтированных, 1779 км гравийных, более 3 тыс. мостов. Длина просёлочных дорог составляла 24179 км. Вместе с госбюджетом строительство дорог финансировал учреждённый в 1929 году Дорожный фонд, на сумму 29,96 млн латов (включая 8,97 млн, полученных в виде акциза на алкоголь).

### ВЛатвийской ССР
Во время Второй мировой войны на территории Латвии было уничтожено около 1000 км гравийных дорог и 660 мостов; в местах активных боевых действий — практически полностью. После войны дороги были разделены на шоссе союзного значения, которые поддерживало Управление шоссейных дорог при Наркомате внутренних дел СССР, и дороги республиканского значения, перешедшие в ведение Главного управления дорог при Совете министров Латвийской ССР. Во многих городах имелись управления той и другой организации.
Бурное развитие дорог началось в 1956 году, с объединением обоих управлений и созданием сначала 21, а затем 26 (по количеству районов республики) эксплуатационных районов. Для производства крупных работ было постепенно создано 11 дорожно-строительных районов. Большое значение имело включение дорог местного значения в государственную дорожную сеть в октябре 1963 года. Протяженность государственных дорог утроилась и достигла 20 тысяч километров, быстро повышалось качество дорог местного значения.
В 1960-е годы развернулась реконструкция дорог: в отдельные годы количество построенных дорог с твёрдым покрытием достигало 220 км, а гравийных — 600 км.
С 1957 года были построены 23 асфальтобетонных завода. Параллельно продолжалось строительство асфальтированных дорог с приготовлением асфальтобетонной смеси на месте. Деревянные мосты заменялись железобетонными. Критически можно оценить применение сборных железобетонных конструкций в строительстве мостов, для чего не была подготовлена материальная база, поэтому сейчас ощущаются негативные последствия применения этой технологии.
В 1970—1980-е годы было построено 19 прорабских участков, 29 производственных баз, 2484 квартиры и 145 индивидуальных домов для работников, а также объекты спорта и отдыха. Все проекты для перечисленных работ выполнил созданный в 1950-е годы Проектный институт, многие конструкции изготовил Комбинат дорожных стройматериалов, светоотражающие дорожные знаки — Елгавское экспериментальное предприятие. В летний сезон количество работающих на дорогах достигало 10-12 тыс. человек.
Плотность дорожной сети в Латвии была доведена до показателей развитых стран Европы.  Протяжённость асфальтированных дорог превысила 15 тыс км, гравийно-щебёночных -- 53 тыс км, было построено свыше 2500 мостов.

### В восстановленнойЛР
После восстановления государственной независимости Латвия в основном занималась ремонтом и поддержанием существующей дорожной сети. 
Первой построенной по новой трассе дорогой в республике стала объездная города Саулкрасты на шоссе Via Baltica, которую прокладывали в 3 этапа. Новое дорожное полотно имеет протяженность 20,24 км, ширина трассы 14 м, дорожного покрытия 8 м. Проектом предусматривалось сооружение 17 конструкций: 6 мостов, 7 путепроводов, двух пешеходных туннелей, велодорожки протяжённостью 4,46 км, установка 18,43 км освещения, а также противошумовых экранов, защитных заборов и живых изгородей на отдельных участках.  Стоимость проекта составила 65,83 млн евро за 1-2 этапы и 47,17 млн евро за третий. Проект софинансировался из Фонда выравнивания ЕС, он был реализован в 2005-2007 годах.  
В 2009-2013 годах с использованием 85% средств Фонда выравнивания ЕС по новой трассе была построена дорога P80Тинужи—Кокнесе протяжённостью 60 км, с 10 двухуровневыми развязками и выходами к населённым пунктам. Её стоимость составила 66 млн. латов (почти 94 млн евро).
Количество работающих в дорожном строительстве в 2019 году составило 9100 человек, в 2020 году в связи со  снижением объема финансирования отрасли прогнозировалось снижение этого числа на 3500 человек.
Проблемой отрасли считается хроническое недофинансирование, достигшее с 1991 по 2018 год 4 млрд евро. В этой связи некоторые дороги перестали обслуживать и появилось мнение, что их слишком много. Однако глава «Латвийских государственных дорог» Янис Ланге считает, что «проблема в том, что демографическая ситуация в Латвии намного хуже, чем в ЕС. Таким образом, средний латвиец должен содержать в четыре раза больше дорог, чем средний европеец».

## Государственные автодороги

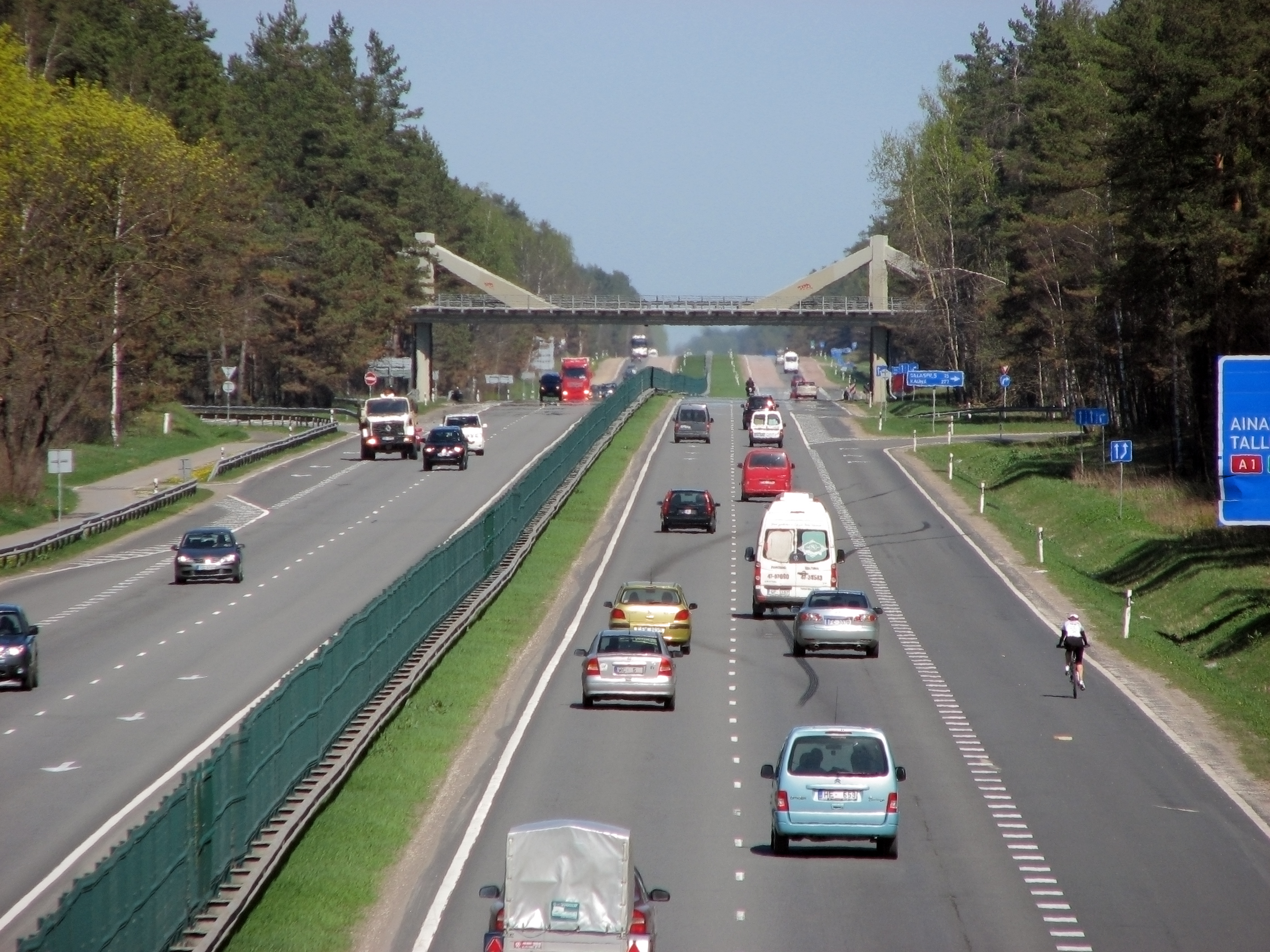

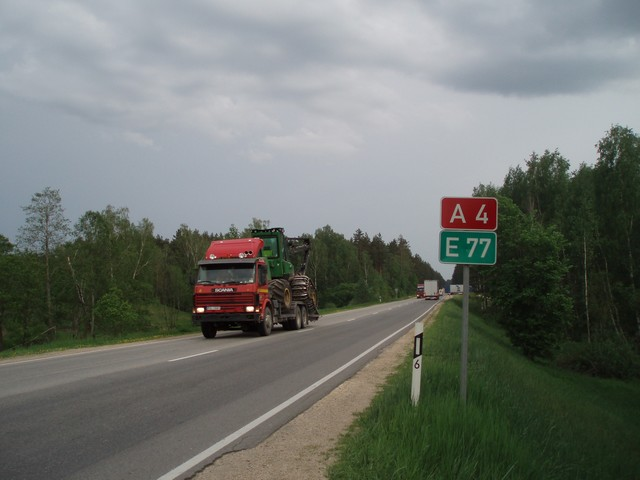

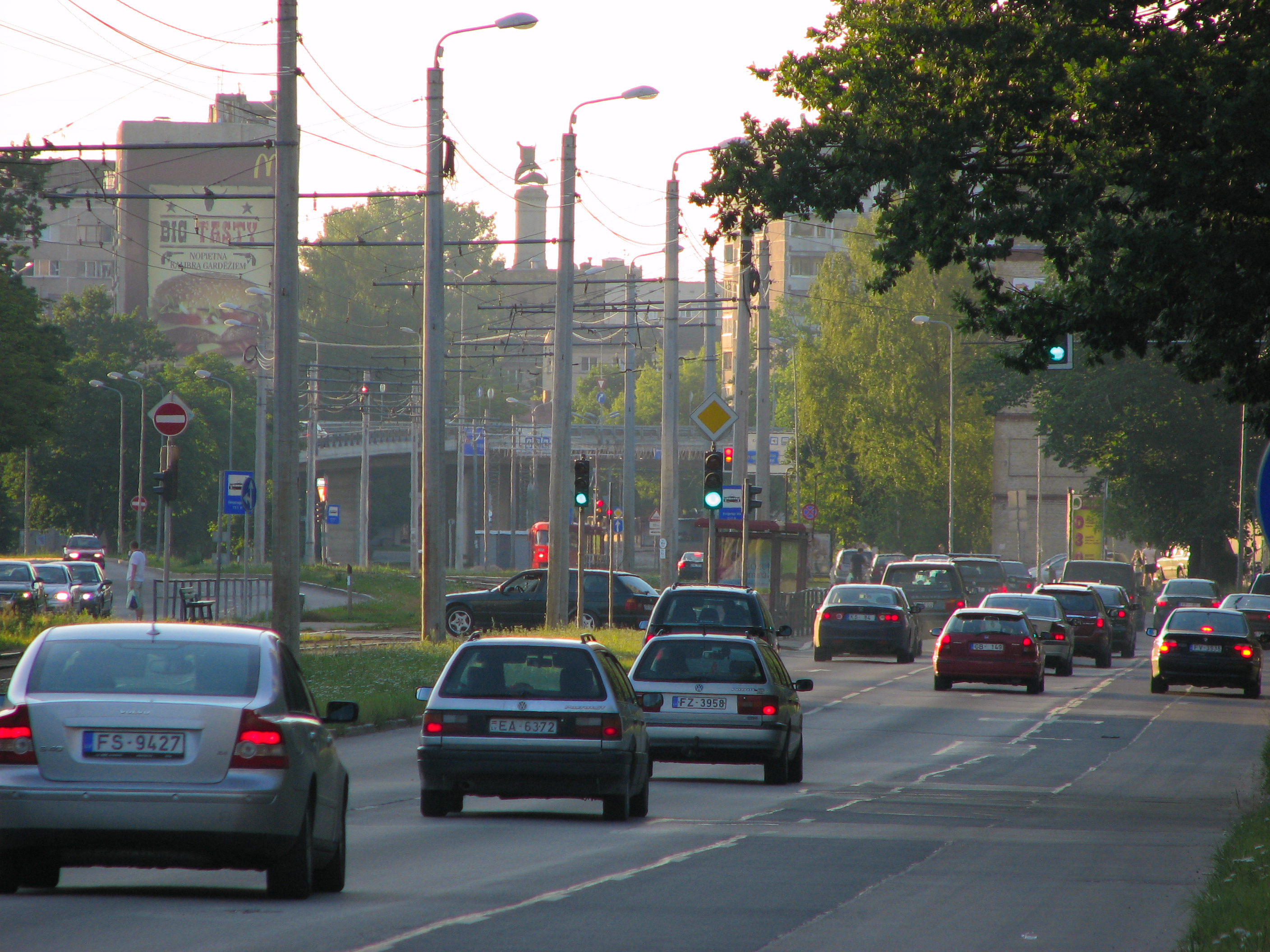
в Риге

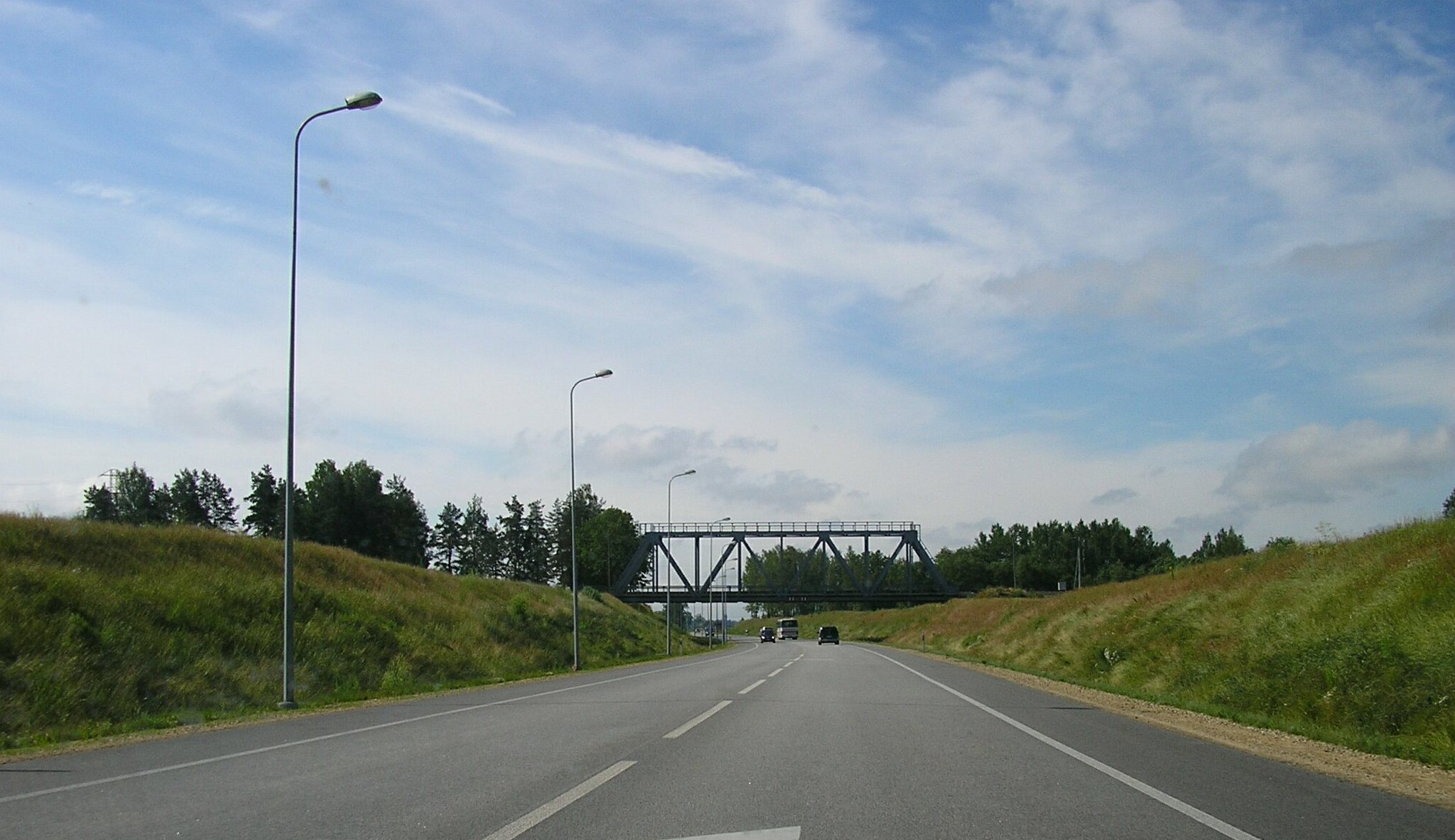
близ Иецавы

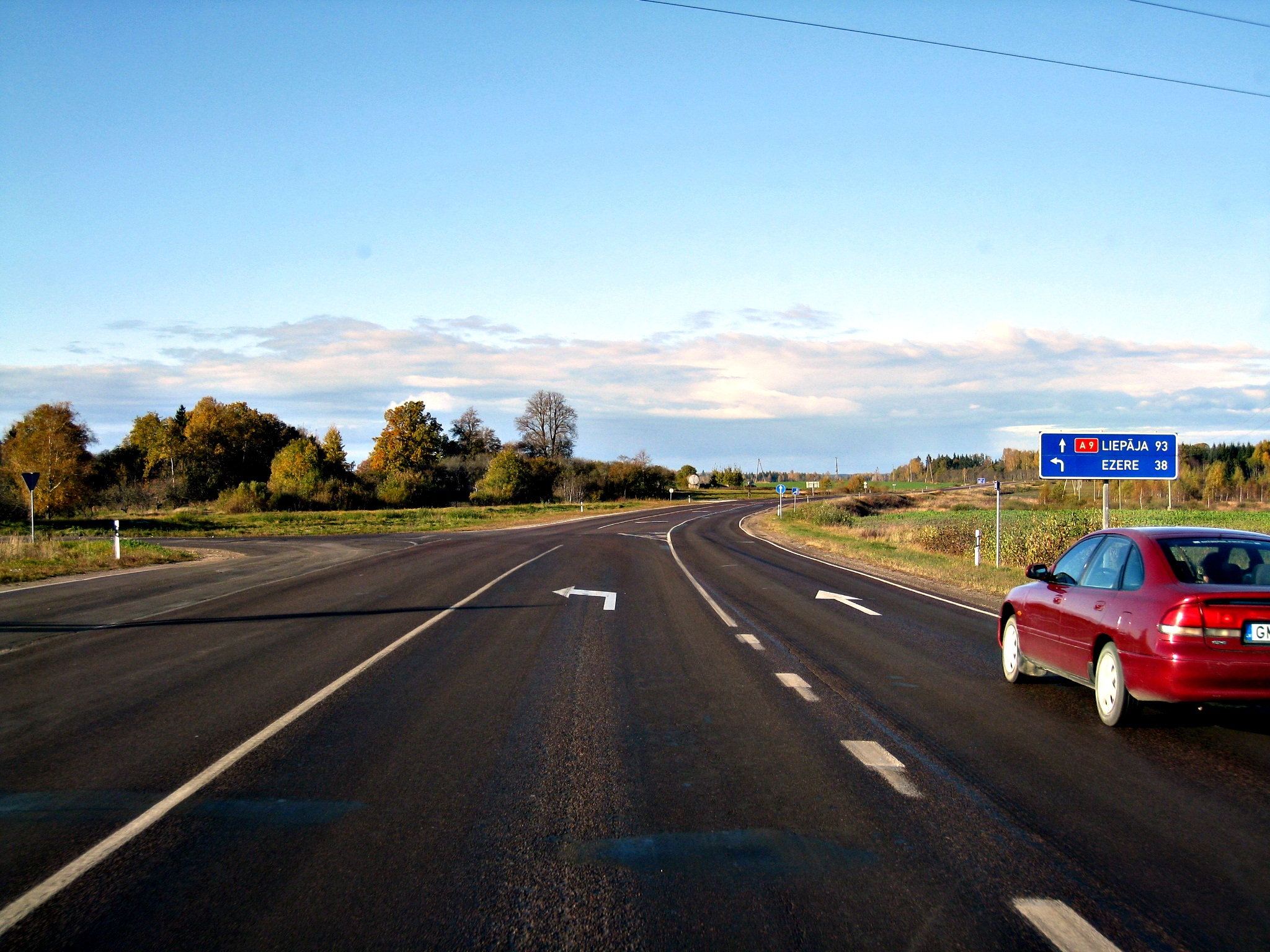
возле Скрунды

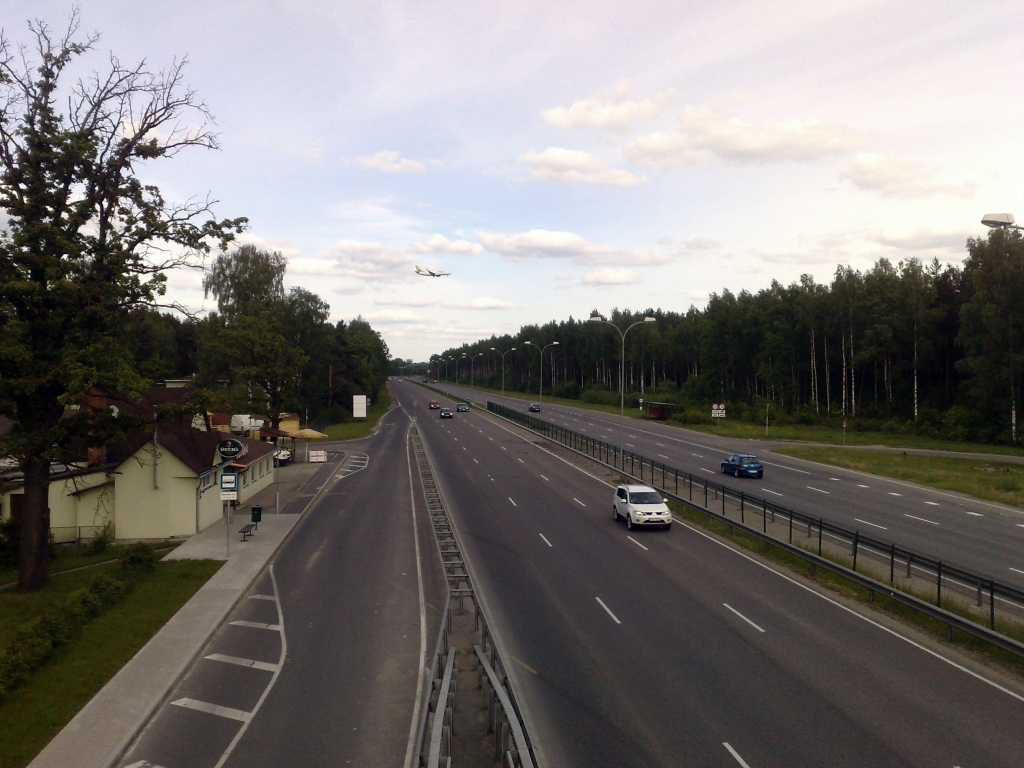
Трасса вблизи Риги

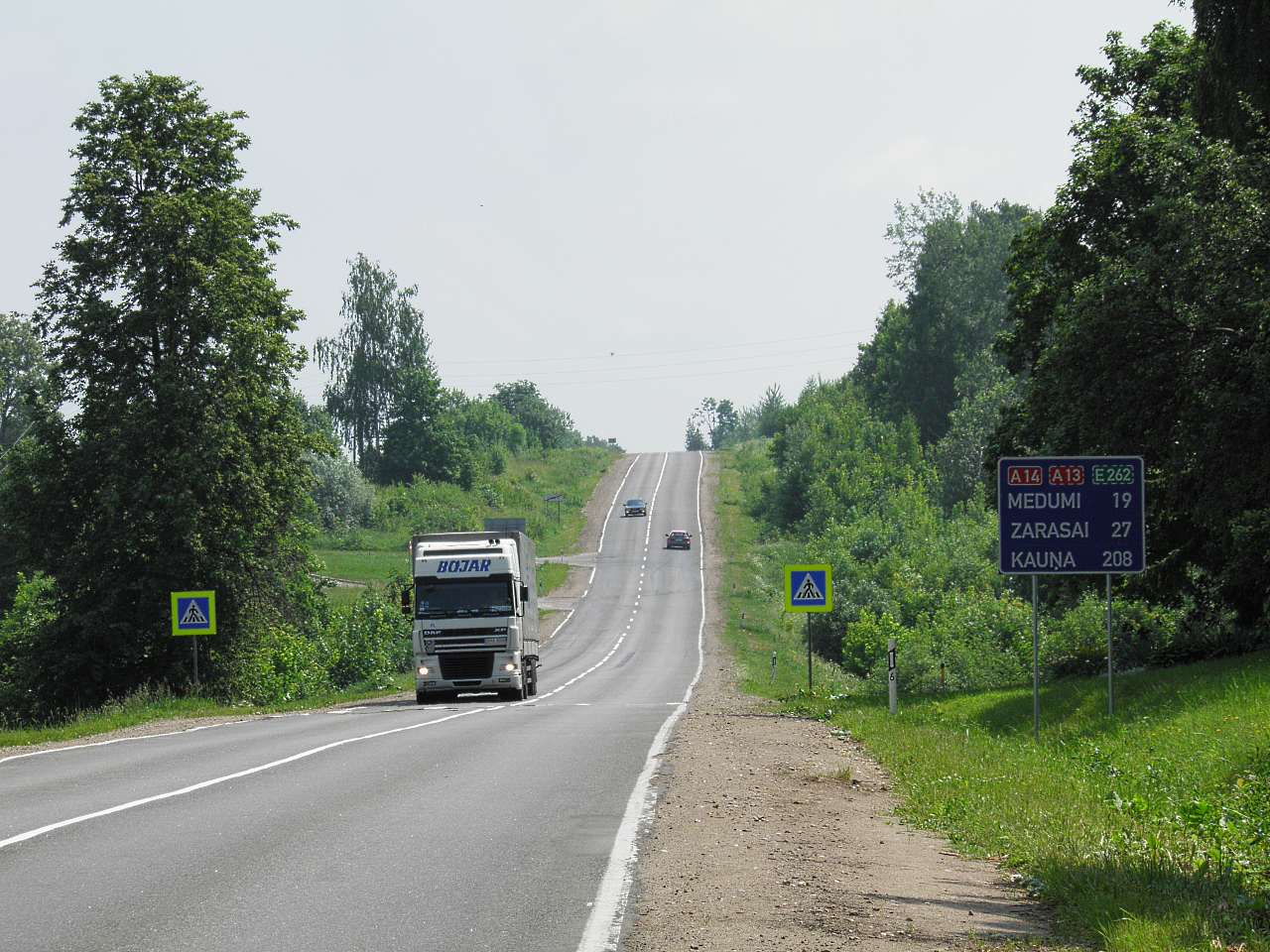
(объездная Даугавпилса) близ Свенте

Сеть государственных автодорог управляется государственным акционерным обществом «Латвийские государственные дороги» (латыш. Latvijas Valsts ceļi). Государственные автодороги делятся на три группы:
- главные автодороги (A), соединяющие сеть госавтодорог с главными автодорогами других государств и столицу — с остальными городами республиканского значения, или окружные дороги городов республиканского значения;
- региональные автодороги (P), соединяющие между собой административные центры краёв или соединяющие их с городами республиканского значения или главными/региональными автодорогами, или соединяющие между собой города республиканского значения;
- местные автодороги (V), соединяющие административные центры краёв с краевыми городами, населёнными пунктами, в которых находятся волостные управления, сёлами или другими госавтодорогами или между собой в административных центрах отдельных краёв.

По территории Латвии проходит пять европейских автомобильных маршрутов: E 22, E 67 (Via Baltica), E 77, E 262 и E 264.

### Длина дорожной системы[7]
| Дороги                      | Асфальт (км) | Грунт (км) | Без покрытия | Всего (км) |
| Государственные автодороги  | 9304         | 10757      | —            | 20061      |
| --------------------------- | ------------ | ---------- | ------------ | ---------- |
| Главные автодороги (A)      | 1673         | —          | —            | 1673       |
| Региональные автодороги (P) | 4633         | 815        | —            | 5448       |
| Местные автодороги (V)      | 2993         | 9887       | —            | 12880      |
| Вспомогательные дороги      | 5            | 55         | —            | 60         |
| Муниципальные дороги        | 6205         | 32041      | —            | 38246      |
| Дороги                      | 1280         | 28695      | —            | 29975      |
| Улицы                       | 4925         | 3346       | —            | 8271       |
| Лесные дороги               | 28           | 10808      | 1502         | 12338      |
| Всего                       | 15537        | 53606      | 1502         | 70645      |

### Главные автодороги
Список главных дорог выглядит следующим образом:
| Номер | Номер европейского маршрута | Маршрут                                                                           | Длина (км) |
| ----- | --------------------------- | --------------------------------------------------------------------------------- | ---------- |
| A1    | E 67                        | Рига — Айнажи (эстонская граница)                                                 | 101        |
| A2    | E 77                        | Рига — Сигулда — Вецлайцене (эстонская граница)                                   | 196        |
| A3    | E 264                       | Инчукалнс — Валмиера — Валка (эстонская граница)                                  | 101        |
| A4    | E 67 E 77                   | Рижская объездная дорога (Балтэзерс — Саулкалне)                                  | 20         |
| A5    | E 67 E 77                   | Рижская объездная дорога (Саласпилс — Бабите)                                     | 40         |
| A6    | E 22 E 262                  | Рига — Даугавпилс — Краслава — Патарниеки (белорусская граница)                   | 307        |
| A7    | E 67                        | Рига — Бауска — Гренцтале (литовская граница)                                     | 85         |
| A8    | E 77                        | Рига — Елгава — Мейтене (литовская граница)                                       | 76         |
| A9    |                             | Рига (Скулте) — Лиепая                                                            | 199        |
| A10   | E 22                        | Рига — Вентспилс                                                                  | 190        |
| A11   |                             | Лиепая — Руцава (литовская граница)                                               | 57         |
| A12   | E 22 E 262                  | Екабпилс — Резекне — Лудза — Терехово (российская граница)                        | 166        |
| A13   | E 262                       | Гребнёво (российская граница) — Резекне — Даугавпилс — Медуми (литовская граница) | 163        |
| A14   | E 262                       | Даугавпилсская объездная дорога (Тилты — Калкуны)                                 | 15         |
| A15   | E 262                       | Резекненская объездная дорога                                                     | 7          |

### Региональные автодороги

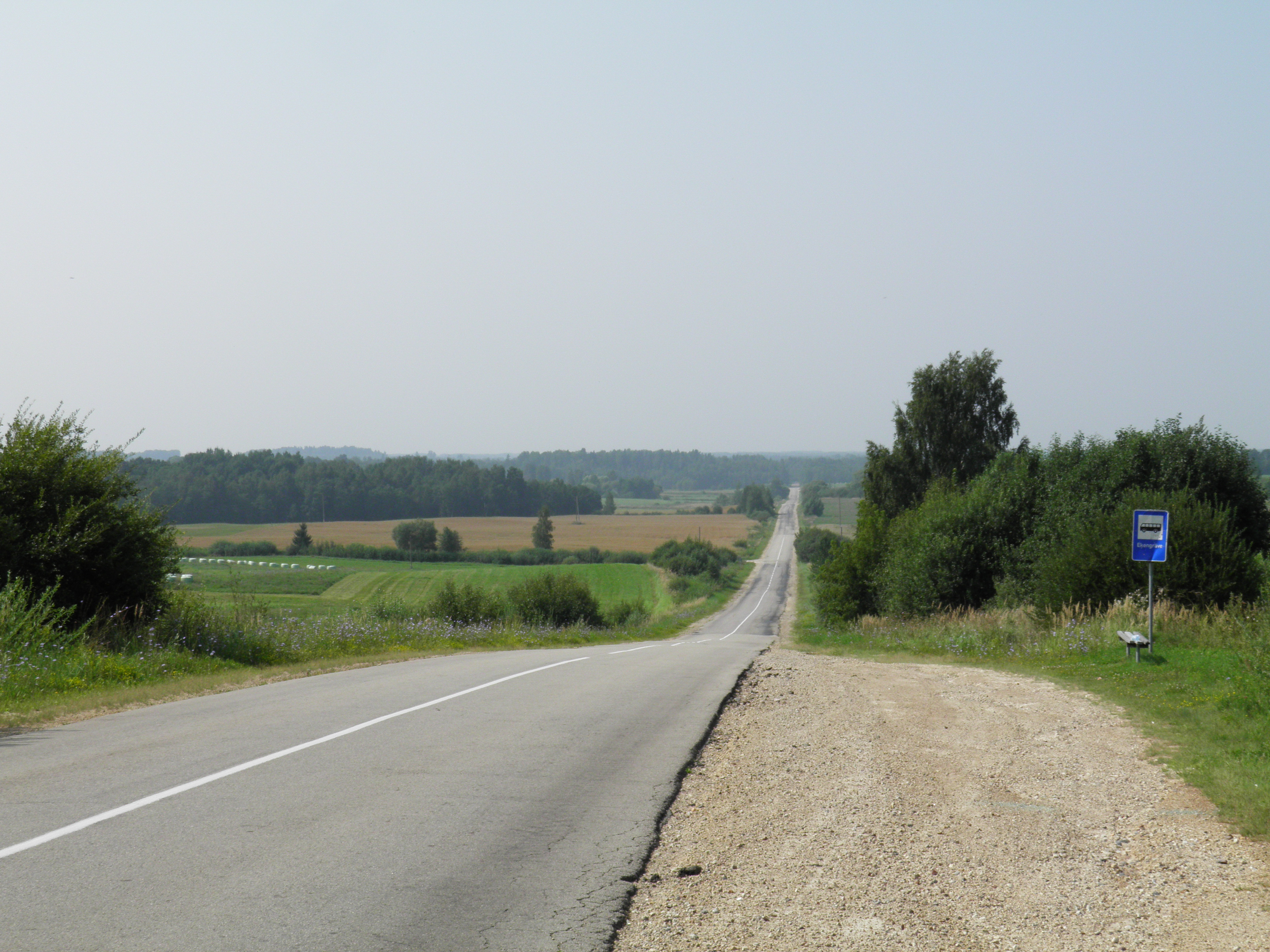
Региональная дорога с асфальтовым покрытием

На 31 декабря 2019 года длина региональных автодорог составляла 5448 км, из них 4633 км с твёрдым покрытием, 815 км — с щебёночным и гравийным.

### Местные автодороги
На 31 декабря 2019 года длина местных автодорог составляла 12880 км, из них 2993 км с твёрдым покрытием, 9887 км — с щебёночным и гравийным.